# إيتا
أسس منظمة إيتا مجموعةٌ من الطلاب المتطرفين المنشقين عن جماعة أكين (EKIN)، المنشقة عن الحزب القومي الباسكي في 31 يوليو 1959. وقد أطلق عليها اسم (أوسكادي تا أسكاتاسونا/ESUKADI TA ASKATASUNA) (أرض الباسك والحرية، باللغة الباسكية)،؛-ويقول علماء اللغة أن تلك اللغة الباسكية لاعلاقه لها باللغة الإسبانية أو اللغة الفرنسية ,, ولذا فهي غير مشتقة من اللغة اللاتينية القديمة-؛ كخيار لمواجهة كسل الحزب القومي الباسكي في مطالب الانفصال.
مارست منظمة ايتا الإسبانية المسلحة، التي تسعى منذ نهاية الخمسينات إلى الانفصال بأقليم الباسك عن إسبانيا وتأسيس دولة مستقلة اشتراكية، كل النشاطات المسلحة العنيفة من قتل وتفجير، واختطاف من أجل تحقيق هدفها. وأدت انشطتها منذ تأسست وحتى الآن إلى قتل المئات، وجرح الآلاف، كما أضرت بالاستقرار السياسي في إسبانيا على مدار سنوات.
ارتكزت عقيدة المنظمة على أعمدة أربعة هي:
- الدفاع عن اللغة الباسكية،
- الدفاع عن العرق الباسكي،
- معاداة ومقاومة الإسبانية،
- أخيراً استقلال بلاد الباسك التي تشمل مقاطعات :-

آلابا
بيثكايا
غيبوثكويا
ولابوردي
نابارا السفلى
ثوبيروا الفرنسية
وهكذا بدأت قوات الأمن الإسبانية بملاحقة أعضاء هذه المنظمة التي تمكنت عام 1962 من ترسيخ أرضيتها أثناء مؤتمرها الأول الذي عقد في دير بييوك في فرنسا وعُمّدت فيه المنظمة كـ«حركة ثورية باسكية للتحرير القومي»، رافضة التعاون مع أي حزب أو منظمة أو جمعية لا قومية، وباشرت بحملة قوية تهدف إلى توسيع قاعدتها الشعبية.
وحدّدت نفسها كـ(منظمة سرّية ثورية) تشق طريقها عبر (الكفاح المسلّح) بهدف التوصّل إلى استقلال بلاد الباسك.
وهكذا تأسست منظمة Euskadi Ta Askatasuna، المعروفة اختصارا باسم إيتا.
ثم تكرّرت أنشطتها الدموية على مدار العقود الأربعة الماضية، مما أدّى إلى سقوط حوالي الألف قتيل وآلاف الجرحى، من بينهم ضباط وعناصر من القوات المسلحة وقوات الأمن الإسبانية بالإضافة إلى السياسيين وأصحاب الشركات والصحافيين وعدد كبير من المواطنين، ناهيك عن عمليات الخطف والتهديد والابتزاز التي يتعرض لها حتى أهالي الباسك غير المؤيدين لأعمال ونشاطات ايتا.
وبالرغم من أن ايتا والسلطات الإسبانية دخلوا أكثر من مرة في إعلانات لوقف إطلاق النار، إلا أنه لم يصمد، كما أن المفاوضات السياسية بينهما من أجل إيجاد حل سلمي للمشكلة لم تصمد. ويعتقد الكثير من المحللين أن الحصار السياسي الذي تعيشه ايتا في الوسط السياسي الإسبانى، وانسداد آفاق حل الأزمة باستخدام القوة، وإلقاء أغلبية المنظمات المسلحة في أوروبا ومنها منظمة الجيش الأحمر لسلاحها، وانتهاجها التفاوض السياسي، لعبت دورا أساسيا في قرار ايتا الأخير؛ غير أن محللين آخرين يقولون أن خطوة ايتا لا يمكن فقط تفسيرها بالرجوع إلى التطورات داخل إسبانيا وأوروبا، وأنه لا بد من الأخذ في الاعتبار الأثر الذي أحدثه تنظيم القاعدة وعملياته في أميركا وإسبانيا وبريطانيا على المنظمات المسلحة في أوروبا.
فقبل هجمات 11 سبتمبر (أيلول) في نيويورك وواشنطن وتفجيرات 11 مارس (آذار) في مدريد، وتفجيرات 7 يوليو في لندن، كانت كافة وسائل الإعلام الإسبانية المكتوبة والمسموعة والمرئية تتداول وتعالج يوميا أخبار الشغب والعنف في شوارع مدن إقليم الباسك التي يمارسها الشباب المؤيد لمنظمة ايتا المطالبين بحق تقرير المصير واستقلال الإقليم. ولكن هذه الأخبار بدأت تختفي تدريجيا من وسائل الإعلام لتحل مكانها أخبار الإرهاب الدولي التي بدأت تحتل العناوين والصفحات الأولى، إلى الحد التي اختفت فيه نهائيا.
وأدى هذا التعتيم الناتج عن الأنشطة الإرهابية التي يمارسها تنظيم القاعدة إلى زوال أعمال العنف في إقليم الباسك وإلى تحوّل في سياسة ايتا، على الأقل مؤقتا، إذ بدأت بخلط أوراقها من جديد وبرسم خطة مختلفة تقود المنظمة إلى أهدافها المنشودة.
في 20 أكتوبر 2011 أعلنت المنظمة الوقف النهائي لنشاطها المسلح. وفي 17 مارس 2017 أعلنت عن إلقاء سلاحها بشكل نهائي من جانب واحد ودون قيد أو شرط في 8 أبريل 2017.

## وصلات خارجية
منظمة ايتا من بي بي سي